# Lock Wood Island
Pour les articles homonymes, voir Lockwood.
Ne doit pas être confondu avec Lockwood Island.
Lock Wood Island est une petite île de la Tamise en Angleterre.

## Description
Il s'agit d'une île fluviale, inhabitée et recouverte d'arbres, située à environ quatre kilomètres à l'est d'Abingdon-on-Thames, dans l'Oxfordshire.
Au XIXe siècle, l'île abritait une chaumière et était reliée à la terre ferme par un pont rustique. Elle fut à la même époque fréquentée par Alice Liddell et Lewis Carroll.